# 笑福亭瓶二
笑福亭 瓶二（しょうふくてい へいじ、1969年12月11日 - ）は、日本の落語家（上方噺家）。本名は後藤 純二（ごとう じゅんじ）。所属事務所は松竹芸能。血液型O型。
兵庫県多可郡出身。兵庫県立多可高等学校卒業。身長174cm。

## 来歴・人物
高校卒業後、テキスタイルデザインの仕事に就いていたが、1990年8月1日、笑福亭鶴瓶に入門。1998年より活動の拠点を東京に移す。
妻は、師匠の落語会「鶴瓶噺」のサポートで知り合った元テレビ朝日社員で、現在は主婦業の傍ら構成作家やスクールJCA講師などでも活動する戒能真理（通称：カイマリ）。

## 出演番組

### テレビ
- ざこば・鶴瓶らくごのご（ABCテレビ）
- ザ!世界仰天ニュース（日本テレビ） - 前説担当

### ラジオ
- 喜多・西森のゆかいな金曜日!（ABCラジオ、2019年8月2日「ゆか金スペシャル!」にゲスト出演） - 妻が早稲田大学在学中に結成し、M-1グランプリにも出場した漫才コンビ「いか天ピーナッツ」の相方だった喜多ゆかり（ABCアナウンサー）がパーソナリティを務める番組で、スタジオには妻子も同行していた。[1]